# Intersistemal nyelv
Az intersistemal mesterséges nyelv, melyet Paul Mitrovitch alkotott meg 1947-ben.

## Az intersistemal betű és hangrendszere
Az intersistemal ábécé 23 betűből áll:
A magyartól eltérő betűk a következők:
- a – rövid á, mint a magyar palócok kiejtésében
- ch – magyar cs
- dj – magyar dzs
- j – magyar zs
- s – magyar sz
- sh – magyar s
- y – magyar j

Hangsúly az utolsó előtti szótagon.

## Szóképzés
Előképzők: a-, ab-, ad-, ante-, anti-, auto-, de-, dis-, eks-, ekstre-, in-, intre-, inter-, ipse-, kontre-, kvazi-, ne-, non-, para-, per-, pro-, re-, retro-, sub-, supre-, tra-, trans-, tro-, ultra-, via-, yuksta-
Utóképzők: -able, -ad, -aj, -al, -an, -ans, -ar, -are, -at, -ate, -e, -el, -ens, -er, -eri, -es, -et, -etat, -fi, -fiant, -fil, -id, -ik, -in, -ing, -io, -ion, -ir, -is, -ist, -it, -iv, -iz, -ment, -on, -or, -ore, -ori, -oz, -oze, -ud, -ul, -um, -ur, -ute

## Nyelvtan
Névelő: li; un
Főnév: többes szám: -(e)s; ragozás elöljárókkal
Melléknév: ha önállóan áll, többes száma -(e)s; fokozása: plus – minus, maxim – minim
Határozószó: -e, -mente
Névmások:
- Személyes névmások: mi, ti, il/el/si; nos, vos, il(e)s/el(e)s
- Birtokos névmások: mie, tie, sie; nostre, vostre, lor
- Mutató névmás: ce, ce-ci, ce-la
- Kérdő névmás:	kvi, kve, kval

Számnevek:
- Tőszámnevek: un, du, tri, kvadre, kvinte, sekste, septe, okte, nev, dece; cente, mile; dece-un (11), …; du-dece (20), …
- Sorszámnév: prim (unim), second, terce, kvartim, kvintim, sekstim, …
- Törtszámnév: semi, un terce, un kvartim, …
- Szorzószámnév: simple, duple, triple, …

Ige:
- Főnévi igenév: (to) vid
- Jelen idő: vid
- Múlt idő: vided
- Összetett múlt idő: hav vided
- Jövő idő: vad/vol vid
- Feltételes mód: vud vid
- Jelen idejű melléknévi igenév: vidant
- Múlt idejű melléknévi igenév: vided
- Felszólító mód: vide

## Forrás
- Dr. Szerdahelyi István: Bábeltől a világnyelvig. (magyarul) Budapest: Gondolat. 1977.  ISBN 963 280 180 6 Hozzáférés: 2021. augusztus 7.